# Distretto di Jianxi
Il distretto di Jianxi (涧西区S, Jiànxī QūP) è un distretto della Cina, situato nella provincia di Henan e amministrato dalla prefettura di Luoyang.